# أندرويد 16
أندرويد 16 (بالإنجليزية: Android 16)‏ هو الإصدار الرئيس المقبل من نظام أندرويد، وقد أُطلق أول إصدار منه للمطوّرين في 19 نوفمبر 2024م، ثم أعقبته النسخة التجريبية الأولى في 23 يناير 2025م. وتُقدّر شركة جوجل أن النسخة النهائية ستُطرح في الربع الثاني من سنة 2025م.

## تاريخ
يحمل أندرويد 16 في أروقة مطوّريه الاسم الرمزي "بقلاوة"، وهو خروج عن النسق الأبجدي الذي درجت عليه الإصدارات السابقة، والتي كانت تُسمّى بأسماء حلويات تبدأ بأحرف متتابعة. ويُعزى هذا التحوّل إلى تغيّر طرأ على نهج "جوجل" في تطوير النظام، لا سيما من خلال مشروع "الجذر المستقر" الذي ابتدأ مع أندرويد 14، وقد هدف إلى تبسيط عملية البناء وتوحيد أسماء الإصدارات.
أُطلقت النسخة التجريبية الأولى للمطوّرين في 19 نوفمبر 2024م، ثم تلتها النسخة الثانية في 18 ديسمبر من العام نفسه. أما النسخة التجريبية العامة الأولى فقد صدرت في 23 يناير 2025م، وأعقبتها الثانية بعد وقت وجيز في 13 فبراير. ثم جاءت النسخة الثالثة في 13 مارس، وقد بلغ عندها النظام مرحلة الاستقرار. وأما النسخة التجريبية الرابعة والأخيرة المُقرّرة، فقد صدرت في 17 أبريل 2025م. ومن المرتقب أن يُتاح أندرويد 16 لعامة المستخدمين بدءًا من 3 يونيو 2025م.

## الخصائص
- طرفية لِينُكس.[12]
- منتقِ الصور المضمّن.[13][14]
- سجلات الصحة.[15]
- صندوق الخصوصية في أندرويد.[5]
- مشاركة الصوت.[16]
- تهدئة الإشعارات.[17]
- تطبيقات متكيفة.[18]
- تحديثات حيّة.[4]
- دعم ترميز APV.[4]
- عرض النصوص العمودية.[4]

## وصلات خارجية
- الموقع الرسمي